# مايك واشنطن
مايك واشنطن (بالإنجليزية: Mike Washington)‏ هو لاعب كرة قدم أمريكية أمريكي، ولد في 7 يناير 1953 في مونتغومري في الولايات المتحدة.

## وصلات خارجية
- مايك واشنطن على موقع مرجع كرة القدم المحترفة.كوم (الإنجليزية)